# Organização dos Estados de África, Caraíbas e Pacífico
A Organização dos Estados de África, Caraíbas e Pacífico (OEACP), anteriormente Países ACP, é uma associação de 79 países da África, Caribe e Pacífico formada para coordenar atividades da Convenção de Lomé de 1975. Todos os Estados, à exceção de Cuba, são signatários do acordo de Cotonou, que veio substituir as Convenções de Lomé.

## Membros

### África
- África do Sul
- Angola
- Benim
- Botswana
- Burquina Fasso
- Burundi
- Cabo Verde
- Camarões
- Chade
- Comores
- República do Congo
- Costa do Marfim
- Djibuti
- Guiné Equatorial
- Eritreia
- Etiópia
- Gabão
- Gâmbia
- Gana
- Guiné
- Guiné-Bissau
- Lesoto
- Libéria
- Madagáscar
- Malawi
- Mali
- Ilhas Maurícias
- Mauritânia
- Moçambique
- Namíbia
- Níger
- Nigéria
- Quênia
- República Centro-Africana
- República Democrática do Congo
- Ruanda
- São Tomé e Príncipe
- Senegal
- Serra Leoa
- Seicheles
- Somália
- Essuatíni
- Sudão
- Tanzânia
- Togo
- Uganda
- Zâmbia
- Zimbabwe

### Caribe
- Antígua e Barbuda
- Bahamas
- Barbados
- Belize
- Cuba
- Dominica
- Granada
- Guiana
- Haiti
- Jamaica
- República Dominicana
- Santa Lúcia
- São Cristóvão e Neves
- São Vicente e Granadinas
- Suriname
- Trinidad e Tobago

### Pacífico
- Estados Federados da Micronésia
- Fiji
- Ilhas Cook
- Ilhas Marshall
- Ilhas Salomão
- Kiribati
- Nauru
- Niue
- Palau
- Papua-Nova Guiné
- Samoa
- Timor-Leste
- Tonga
- Tuvalu
- Vanuatu